# Secreto (departamento)
Secreto (em grego: Σεκρέτον; romaniz.: Sekréton) é um termo empregado para designar o departamento de um oficial do governo bizantino. Originário do termo secretário (em latim: secretarium), que aparece pela primeira vez em 303 como os tribunais romanos que investigavam acusações contra cristãos, adquiriu o sentido de departamento pelo século IX, tendo sido assim empregado pela primeiro vez no Cletorológio de Filoteu; derivam dele os títulos secrético, asecreta e logóteta do secreto. Ocasionalmente o termo também foi empregado para designar o consistório e o corpo inteiro de altos oficiais. Até o século XI teve como termo concorrente logotésio.
No contexto eclesiástico, do século VII em diante o termo secreto foi empregado para indicar o concílio e/ou corte patriarcal e o salão do concílio patriarca, tendo mais tarde sido associado ao departamento do cartofílax. Nos séculos XIV e XV, o secreto imperial (katholikon sekreton) designou a corte judicial suprema do império, controlado pelos juízes universais (katholikoi kritai), na qual as decisões não poderiam ser apeladas.